# 차철마
차철마(1956년 3월 13일~)는 조선민주주의인민공화국의 정치인으로, 최고인민회의 대의원을 역임했다. 북한 내부의 거부(巨富)로 알려졌다.